# آرامستان ارامنه بلداجی
گورستان ارامنه بلداجی مربوط به دوره قاجار است و در استان چهارمحال و بختیاری، شهرستان بروجن، ۱ کیلومتری جنوب شهر بلداجی، بر روی تپه به نام «تل مزار ارمنی» واقع شده و این اثر در تاریخ ۲۵ خرداد ۱۳۸۱ با شمارهٔ ثبت ۵۸۷۸ به‌عنوان یکی از آثار ملی ایران به ثبت رسیده است.